# Dylan van Baarle
Dylan van Baarle (Voorburg, 21 mei 1992) is een Nederlandse wielrenner die sinds 2023 rijdt voor de Visma-Leaseabike ploeg. Zijn belangrijkste overwinning boekte hij in de wielerklassieker Parijs-Roubaix in 2022. Op 25 juni 2023 werd hij Nederlands kampioen op de weg.

## Carrière
Zowel bij de junioren als de nieuwelingen werd hij tweede op het Nederlandse kampioenschap tijdrijden. Van 2011 tot en met 2013 reed Van Baarle in dienst van het Rabobank Continental Team. Van Baarle reed van 2014 tot en met 2017 voor Team Cannondale-Garmin. Hij tekende bij die ploeg een tweejarig profcontract.
In 2014 werd Van Baarle eindwinnaar van de Ronde van Groot-Brittannië. In 2018 werd hij Nederlands kampioen tijdrijden. In 2019 werd hij eindwinnaar van de Herald Sun Tour en won hij de slotetappe van het Critérium du Dauphiné. In 2021 won hij met Dwars door Vlaanderen zijn eerste voorjaarsklassieker. In 2021 werd Van Baarle tweede op de Wereldkampioenschappen in Leuven.
In 2022 eindigde van Baarle als tweede in de Ronde van Vlaanderen na de winnaar Mathieu van der Poel. Twee weken later behaalde hij de grootste overwinning van zijn carrière tot dan toe, hij won Parijs-Roubaix na een solo van ruim 19 kilometer, in de tweede snelste editie in de geschiedenis van die wedstrijd (45,8 km/u gemiddeld). Eind dat jaar werd hij onderscheiden met de Gerrit Schulte Trofee voor de beste Nederlandse profwielrenner.
In 2023 won hij de Vlaamse openingsklassieker Omloop Het Nieuwsblad voor zijn nieuwe ploeg Jumbo-Visma.

## Privéleven
Dylan is de zoon van oud-baanwielrenner Mario van Baarle en oud-baanwielrenster Renate de Haas. Nadat hij jaren in Veenendaal woonde is hij inmiddels woonachtig in Monte Carlo.
Dylan heeft een relatie met Franse topwielrenster, wereldkampioene en olympisch kampioene Pauline Ferrand-Prévot.

## Trivia
In januari 2019 werd Dylan van Baarle uitgeroepen tot sportman van het jaar in zijn woonplaats Veenendaal.
Van Baarle gebruikt vaak de uitdrukking "Karren Maar". Hiermee refereert hij naar het wielrennen maar ook naar zijn liefde voor technomuziek. Hij nam deze uitdrukking over van Techno DJ Reinier Zonneveld die deze term ook gebruikt. Zonneveld en Van Baarle kennen elkaar en van Baarle is in 2021 tijdens Amsterdam Dance Event door Zonneveld uitgenodigd om samen met enkele vrienden zijn Live Show in de Ziggodome bij te wonen.
In 2022 is van Baarle verkozen tot Wielrenner van het Jaar 2022.

## Palmares

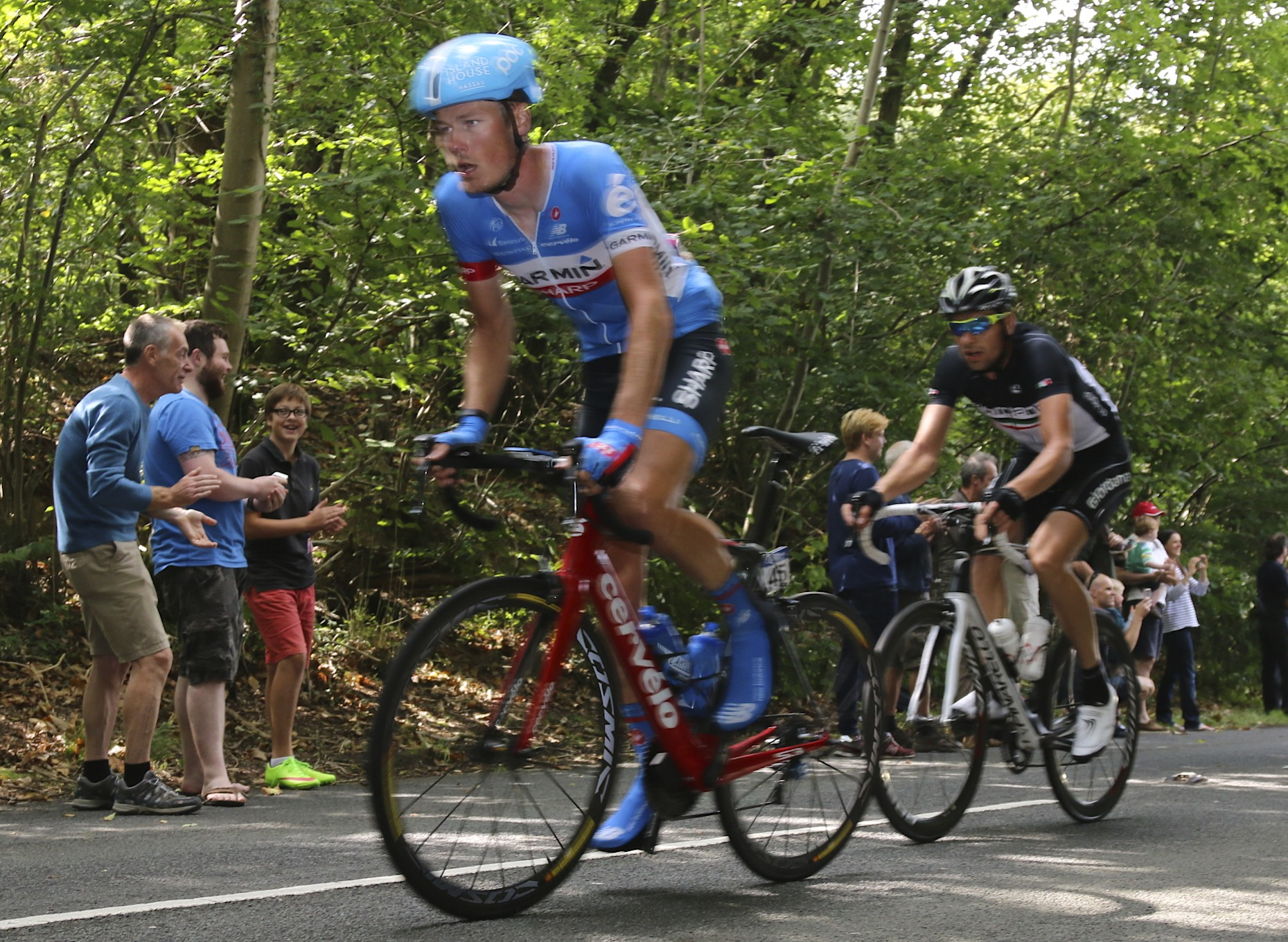
Van Baarle (2014)

### Baanwielrennen
| Jaar  | NK          | EK    | WK    | OS    | WB    | Overig |
| Elite | Elite       | Elite | Elite | Elite | Elite | Elite  |
| ----- | ----------- | ----- | ----- | ----- | ----- | ------ |
| 2010  | Koppelkoers |       |       |       |       |        |
| 2011  |             |       |       |       |       |        |
| 2012  | Koppelkoers |       |       |       |       |        |
| 2013  |             |       |       |       |       |        |
| 2014  | Koppelkoers |       |       |       |       |        |
| 2015  | Koppelkoers |       |       |       |       |        |

### Wegwielrennen

#### Overwinningen
2009 - 2 zeges
3e etappe Driedaagse van Axel
Trofeo Karlsberg
2010 - 4 zeges
2e etappe Driedaagse van Axel
2e etappe Vuelta al Besaya
1e etappe en etappe 2b (TTT) Liège - La Gleize
2011 - 1 zege
2e etappe B Ronde van León (TTT)
2012 - 7 zeges
2e etappe A Triptyque des Monts et Châteaux (ITT)
Arno Wallaard Memorial
Proloog Olympia's Tour
Eind-, punten- en jongerenklassement Olympia's Tour
Proloog Ronde van Thüringen (TTT)
2013 - 10 zeges
Ster van Zwolle
Dorpenomloop Rucphen
6e etappe Ronde van Bretagne (ITT)
Bergklassement Ronde van Bretagne
4e etappe Olympia's Tour
Eind- en jongerenklassement Olympia's Tour
 Nederlands kampioen tijdrijden, Beloften
 Nederlands kampioen op de weg, Beloften
Eindklassement Ronde van Thüringen
2014 - 1 zege
Eindklassement Ronde van Groot-Brittannië
2015 - 1 zege
Jongerenklassement Ronde van Beieren
2018 - 2 zeges
3e etappe Critérium du Dauphiné (TTT)
 Nederlands kampioen tijdrijden, Elite
2019 - 2 zeges
Eindklassement Herald Sun Tour
8e etappe Critérium du Dauphiné
2021 - 1 zege
Dwars door Vlaanderen
2022 - 1 zege
Parijs-Roubaix
2023 - 2 zeges
Omloop Het Nieuwsblad
 Nederlands kampioen op de weg, elite

#### Resultaten in voornaamste wedstrijden
| Jaar | Ronde van Italië | Ronde van Frankrijk | Ronde van Spanje |
| ---- | ---------------- | ------------------- | ---------------- |
| 2014 | opgave           |                     |                  |
| 2015 |                  | 147e                |                  |
| 2016 |                  | 91e                 |                  |
| 2017 |                  | 77e                 |                  |
| 2018 |                  |                     | opgave           |
| 2019 |                  | 46e                 |                  |
| 2020 |                  | 59e                 | 49e              |
| 2021 |                  | 54e                 | opgave           |
| 2022 |                  | 32e                 | 49e              |
| 2023 |                  | 42e                 | 88e              |
| 2024 |                  |                     | opgave           |
| 2025 | 95e              |                     |                  |

| Jaar | Milaan-San Remo | Gent-Wevelgem | Ronde van Vlaanderen | Parijs-Roubaix | Amstel Gold Race | Dwars door Vlaanderen | E3 Saxo Classic | Omloop Het Nieuwsblad |  | WK op de weg |  | Wereldranglijsten |
| ---- | --------------- | ------------- | -------------------- | -------------- | ---------------- | --------------------- | --------------- | --------------------- |  | ------------ |  | ----------------- |
| 2014 |                 | 45e           | 89e                  | 64e            |                  | 45e                   | 58e             |                       |  | opgave       |  |                   |
| 2015 |                 | opgave        | 37e                  | 133e           |                  | ↑                     | 24e             |                       |  | 96e          |  | 178e (UWT)        |
| 2016 | 69e             | opgave        | 6e                   | 16e            |                  |                       | 19e             |                       |  | 48e          |  | 94e (UWT)         |
| 2017 |                 | 97e           | 4e                   | 20e            | 50e              | 8e                    | 9e              | 81e                   |  |              |  | 82e (UWT)         |
| 2018 | 99e             | 99e           | 12e                  | 19e            |                  |                       | 51e             | 51e                   |  |              |  | 104e (UWT)        |
| 2019 |                 |               | 18e                  | 21e            | 31e              | 53e                   |                 | 14e                   |  | opgave       |  | 161e (UWR)        |
| 2020 | 140e            |               | 8e                   |                |                  |                       |                 |                       |  | 35e          |  | 76e (UWT)         |
| 2021 | 31e             | 8e            | 10e                  | buit.tijd      | 62e              | ↑                     | 7e              |                       |  | ↑            |  |                   |
| 2022 |                 | 41e           | ↑                    | ↑              | 22e              | 71e                   | 8e              |                       |  | 27e          |  |                   |
| 2023 |                 |               |                      | opgave         |                  |                       | opgave          | ↑                     |  | 12e          |  |                   |
| 2024 |                 |               | 83e                  |                |                  |                       | 89e             | 34e                   |  |              |  |                   |
| 2025 |                 |               | 46e                  | 35e            | 73e              | 23e                   | 65e             |                       |  |              |  |                   |

#### Resultaten in kleinere rondes
| Jaar | Tour Down Under | UAE Tour | Parijs-Nice | Tirreno-Adriatico | Ronde van Romandië | Critérium du Dauphiné | Ronde van Zwitserland | Benelux Tour | Ronde van Guangxi | Ronde van Groot-Brittannië |
| ---- | --------------- | -------- | ----------- | ----------------- | ------------------ | --------------------- | --------------------- | ------------ | ----------------- | -------------------------- |
| 2014 |                 | 10e      |             |                   |                    |                       |                       | 29e          |                   | ↑                          |
| 2015 |                 |          | 67e         |                   |                    | 133e                  |                       | 29e          |                   | 8e                         |
| 2016 |                 |          | 57e         |                   |                    | 107e                  |                       | opgave       |                   | 5e                         |
| 2017 |                 |          |             | 119e              |                    | 74e                   |                       | 35e          | 64e               | opgave                     |
| 2018 |                 |          | 68e         |                   |                    | 75e                   |                       | 5e           |                   |                            |
| 2019 | 16e             |          |             |                   | 32e                | 32e                   |                       | 18e          |                   | 41e                        |
| 2020 | 5e              |          |             |                   |                    | 45e                   |                       |              |                   |                            |
| 2021 |                 |          | 13e         |                   |                    | 59e                   |                       |              |                   |                            |
| 2022 |                 |          | 25e         |                   |                    |                       | 55e                   |              |                   |                            |
| 2023 |                 |          |             | opgave            |                    | 68e                   |                       |              |                   |                            |
| 2024 |                 |          |             | 121e              |                    | opgave                |                       |              |                   |                            |
| 2025 | opgave          |          |             |                   |                    |                       |                       |              |                   |                            |

## Ploegen
- 2007 -  Nieuweling Restore Cycling
- 2008 -  Nieuweling Restore Cycling
- 2009 -  Junior Restore Cycling
- 2010 -  Junior Restore Cycling
- 2011 –  Rabobank Continental Team
- 2012 –  Rabobank Continental Team
- 2013 –  Rabobank Development Team
- 2014 –  Garmin Sharp
- 2015 –  Team Cannondale-Garmin
- 2016 –  Cannondale-Drapac Pro Cycling Team [a]
- 2017 –  Cannondale Drapac Professional Cycling Team
- 2018 –  Team Sky
- 2019 –  Team INEOS [b]
- 2020 –  Team INEOS
- 2021 –  INEOS Grenadiers
- 2022 –  INEOS Grenadiers
- 2023 –  Jumbo-Visma
- 2024 –  Visma-Lease a Bike
- 2025 –  Team Visma-Lease a Bike

Asselman ·
van Baarle ·
Bol ·
Boskamp ·
Bovenhuis ·
Bulgaç ·
Dennis ·
Dumoulin ·
Goos ·
Hofland ·
Kelderman ·
Kreder · 
van der Lijke ·
Markus ·
Olivier ·
Riesebeek ·
Sinkeldam
van Baarle ·
Boskamp ·
Bovenhuis ·
Goos ·
Hofland ·
Huizenga ·
Kreder (tot 31/07) · 
van der Lijke ·
van Poppel ·
Megens ·
Minnaard ·
Olivier ·
Riesebeek ·
Slik ·
Tusveld ·
Zabel ·
Zepuntke
van Baarle ·
Bosman ·
Bovenhuis ·
van Dongen ·
Dolfsma ·
van Empel ·
Godrie ·
van der Haar ·
Hofstede ·
Korevaar · 
van der Lijke ·
Minnaard ·
Olivier ·
Slik ·
Teunissen ·
van Trijp ·
Tusveld ·
Wubben ·
Zabel ·
Zepuntke ·
Meijers (stagiair) ·
Roosen (stagiair) 
Acevedo · van Baarle · Bauer · Brown · Cardoso · Danielson · Dekker · Dennis · Fairly · Farrar · Fernández · Gaimon · Haas · Hansen · Hesjedal · Howes · King · Kreder · Langeveld · Martin · Millar · Morton · Navardauskas · Nuyens · Slagter · Talansky · Vansummeren · Von Hoff · Wegmann · Girdlestone (stagiair) · Mannion (stagiair)
Acevedo · van Baarle · Bauer · Bettiol · Brown · Cardoso · Danielson · Dombrowski · Formolo · Haas · Hesjedal · Howes · T.King · B.King · Koren · Langeveld · Marangoni · Martin · Mohorič · Moser · Navardauskas · Norman Hansen · Skjerping · Slagter · Talansky · Villella · Zepuntke · Bovenhuis (stagiair) · Mullen (stagiair)
van Baarle · Bauer · Bettiol · Bevin · Breschel · Brown · Cardoso · Clarke · Craddock · Dombrowski · Formolo · Gaimon · Howes · King · Koren · Langeveld · Marangoni · Moser · Mullen · Navardauskas · Rolland · Skjerping · Skujiņš · Slagter · Talansky · Urán · Villella · Wippert · Woods · Zepuntke · Dibben (stagiair)
van Baarle · Bettiol · Bevin · Brown · Canty · Carthy · S. Clarke · W. Clarke · Craddock · Dombrowski · Formolo · Howes · Koren · Langeveld · Mullen · Phinney · Rolland · Scully · Skujiņš · Slagter · Talansky · Urán · Van Asbroeck · Vanmarcke · Villella · Wippert · Woods · Monk (stagiair)
van Baarle · Basso · Bernal · Castroviejo · de la Cruz · Deignan · Dibben · Doull · Elissonde · Froome · Geoghegan Hart · Gołaś · Halvorsen · Seb. Henao · Ser. Henao · Intxausti · Kiryjenka · Knees · Kwiatkowski · Lawless · López · Moscon · Poels · Puccio · Rosa · Rowe · Sivakov · Stannard · Thomas · Wiśniowski
van Baarle · Basso · Bernal · Castroviejo · de la Cruz · Doull · Dunbar · Elissonde · Froome · Ganna · Geoghegan Hart · Gołaś · Halvorsen · Seb. Henao · Kiryjenka · Knees · Kwiatkowski · Lawless · Moscon · Narváez · Poels · Puccio · Rosa · Rowe · Sivakov · Sosa · Stannard · Swift · Thomas
Amador · Basso · Bernal · Carapaz  · Castroviejo · Dennis   · Doull · Dunbar · Froome · Ganna   · Geoghegan Hart · Gołaś · Hayter · Henao · Kiryjenka (t/m 31 januari) · Knees · Kwiatkowski · Lawless · Moscon · Narváez · Puccio · Rivera · Rodriguez · Rowe · Sivakov · Sosa · Stannard · Swift · Thomas · Van Baarle · Wurf (vanaf 1 februari)
Amador · Van Baarle · Basso · Bernal · Carapaz  · Castroviejo · De Plus · Dennis · Doull · Dunbar · Ganna     · Geoghegan Hart · Gołaś · Hayter · Henao · Kwiatkowski · Martínez · Moscon · Narváez · Pidcock (vanaf 1 februari) · Porte ·  Puccio · Rivera · Rodriguez · Rowe · Sivakov · Sosa · Swift · Thomas · Wurf · Yates · Plapp (stagiair)
Amador · Bernal · Carapaz  · Castroviejo · De Plus · Dunbar · Fraile · Ganna   · Geoghegan Hart · E. Hayter · Heiduk · Kwiatkowski · Martínez · Narváez · Pidcock · Plapp · Porte ·  Puccio · Rivera · Rodriguez · Rowe · Sheffield · Sivakov · Swift · Thomas · Tulett · Turner · Van Baarle · Viviani · Wurf · Yates · L. Hayter (stagiair)
Affini · Benoot · Bouwman · Dennis · Foss   · Gesink · Gloag · Hessmann · Hofstede · Kelderman · Kooij · Kruijswijk · Kuss · Laporte  · Leemreize · Oomen · Roglič   · Roosen · Tratnik · Vader · Valter · Van Aert · van Baarle · Van der Sande · M. van Dijke · T. van Dijke · Van Emden · Van Hooydonck · Vingegaard
Affini · Benoot · Bouwman · Gesink · Gloag · Hagenes · Heßmann · Jorgenson · Kelderman · Kooij · Kruijswijk · Kuss · Laporte  · Lemmen · Staune-Mittet · Tratnik · Tulett · Uijtdebroeks · Vader · Valter · Van Aert · van Baarle · van Belle · Van der Sande · M. van Dijke · T. van Dijke · Vermote · Vingegaard